# Carlisle, Ohio
Carlisle är en ort i Warren County i delstaten Ohio, USA.